# Texán Cámara
Texán Cámara o San Antonio Texán Cámara es una subcomisaría del municipio de Mérida en el estado de Yucatán localizado en el sureste de México.

## Toponimia
El nombre (Texán Cámara) hace referencia a Texán que significa en maya yucateco allá en el huano y Cámara, apellido del dueño original de la hacienda.

## Localización
Texán Cámara se encuentra se encuentra localizada a 22 kilómetros al sur del centro de la ciudad de Mérida.

## Infraestructura
Entre la infraestructura con la que cuenta:
- Un parque.
- Un kínder.
- Una escuela primaria.
- Una iglesia católica
- Una iglesia cristiana

## Importancia histórica
Tuvo su esplendor durante la época del auge henequenero y emitió fichas de hacienda las cuales por su diseño son de interés para los numismáticos. Dichas fichas acreditan la hacienda como propiedad de Camilo Cámara en 1888.

## Demografía
Según el censo de 2005 realizado por el INEGI, la población de la localidad era de 483 habitantes, de los cuales 248 eran hombres y 235 eran mujeres.
| 235                         | 272 | 185 | 204 | 196 | 176 | 401 | 242 | 316 | 343 | 409 | 431 | 483 |
| (Fuente: INEGI [Consultar]) |     |     |     |     |     |     |     |     |     |     |     |     |

## Galería

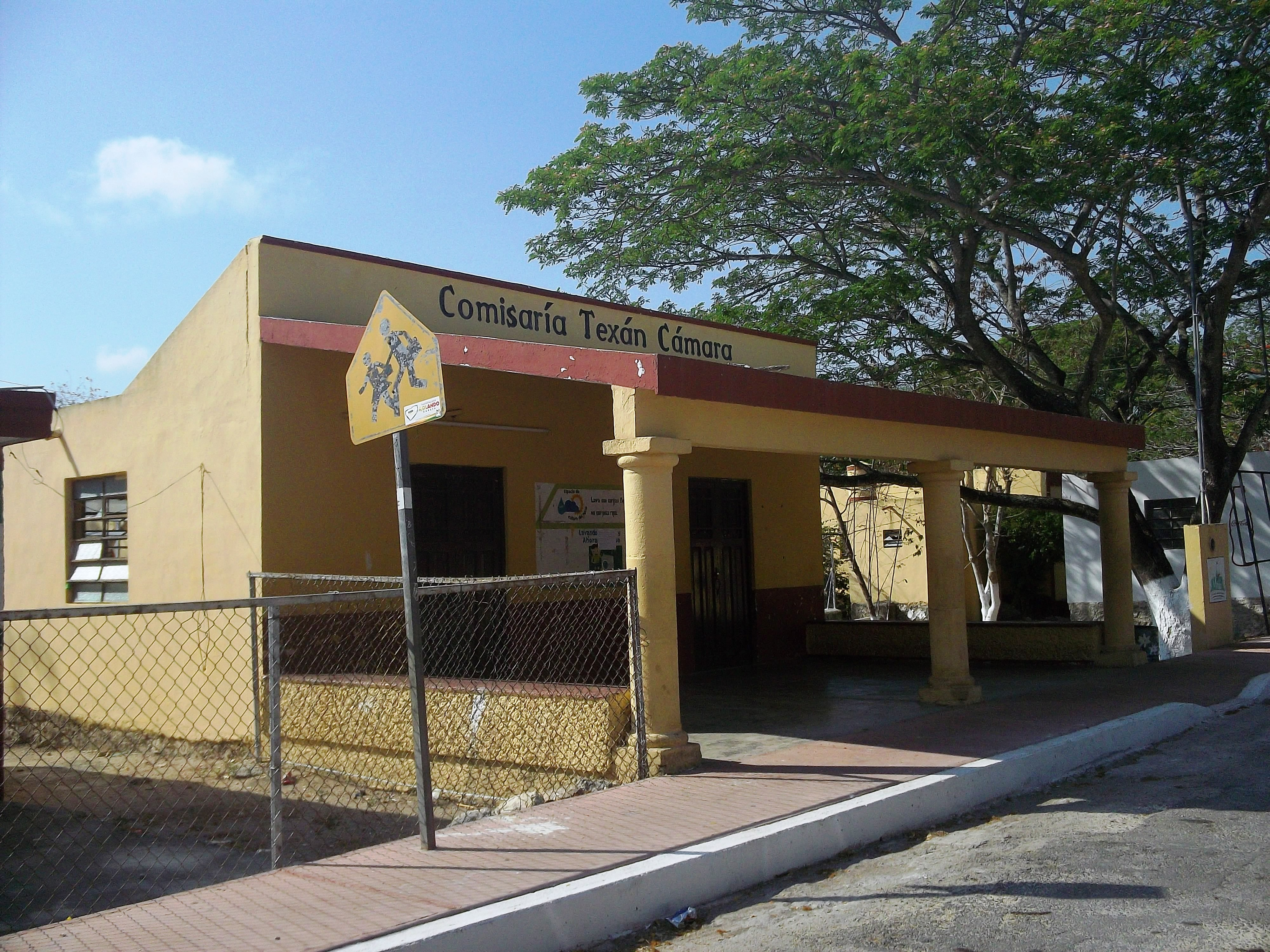
Casa comisarial de Texán Cámara.
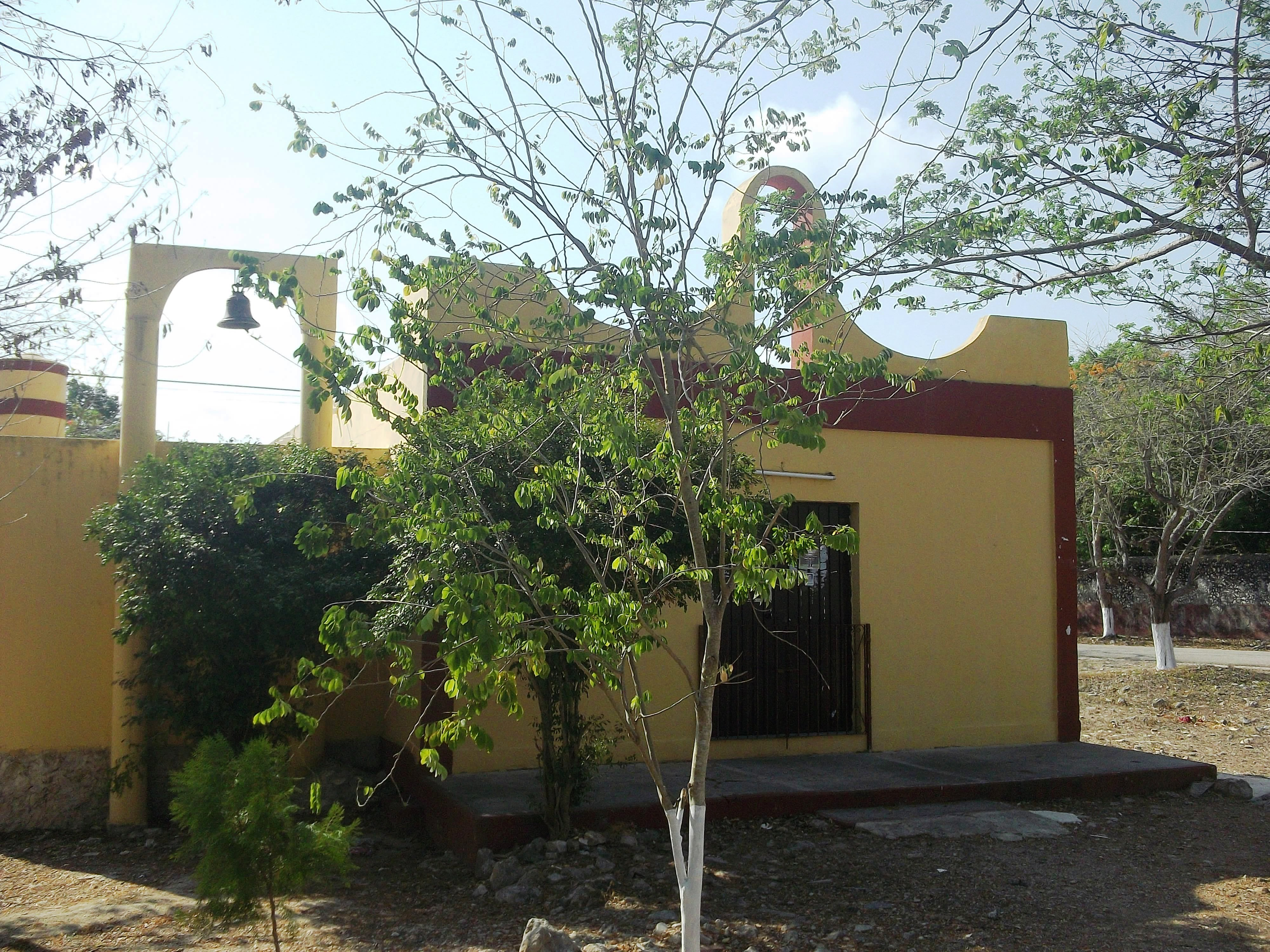
Iglesia principal de Texán Cámara.
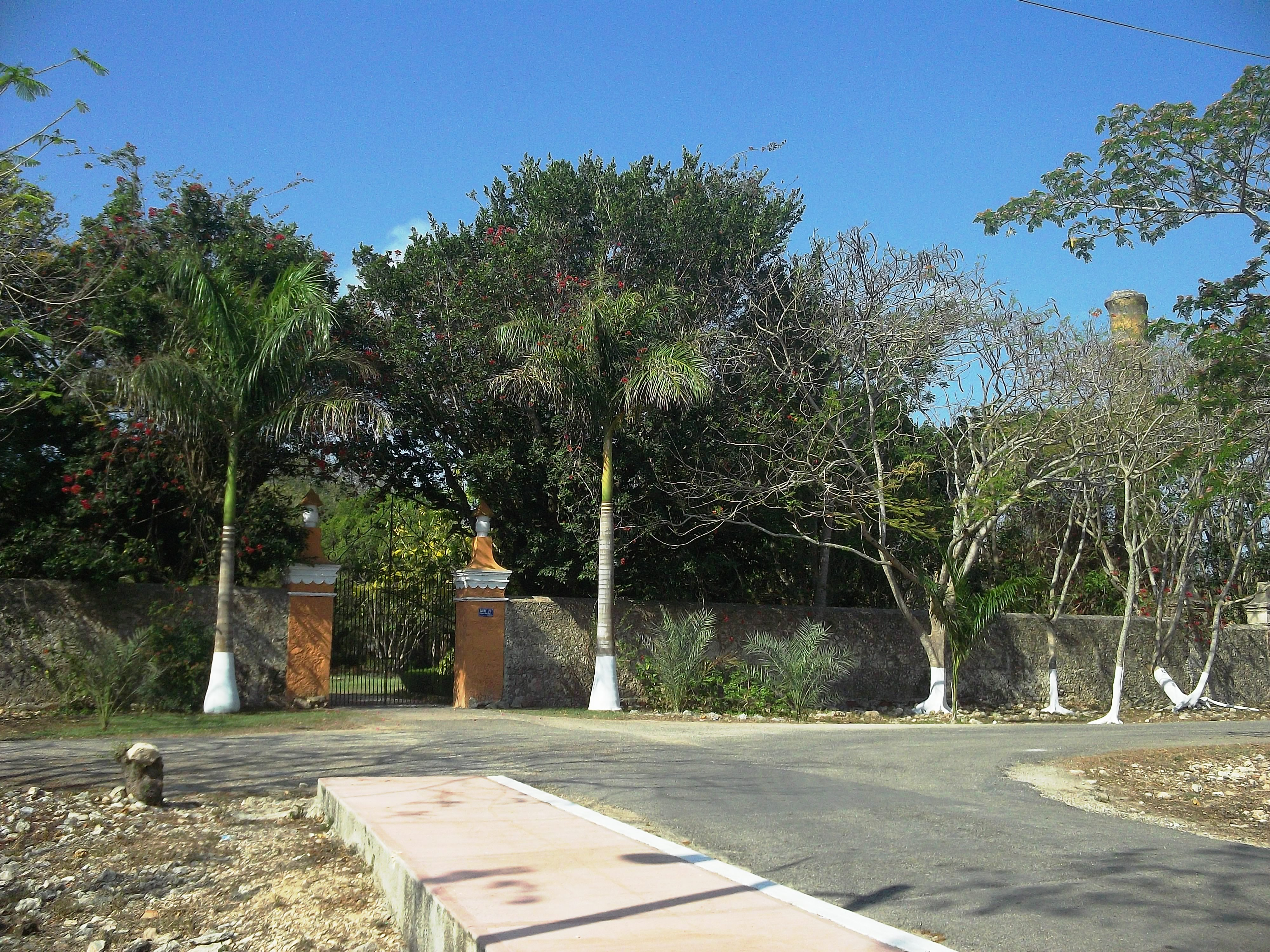
Vista de la hacienda Texán Cámara.
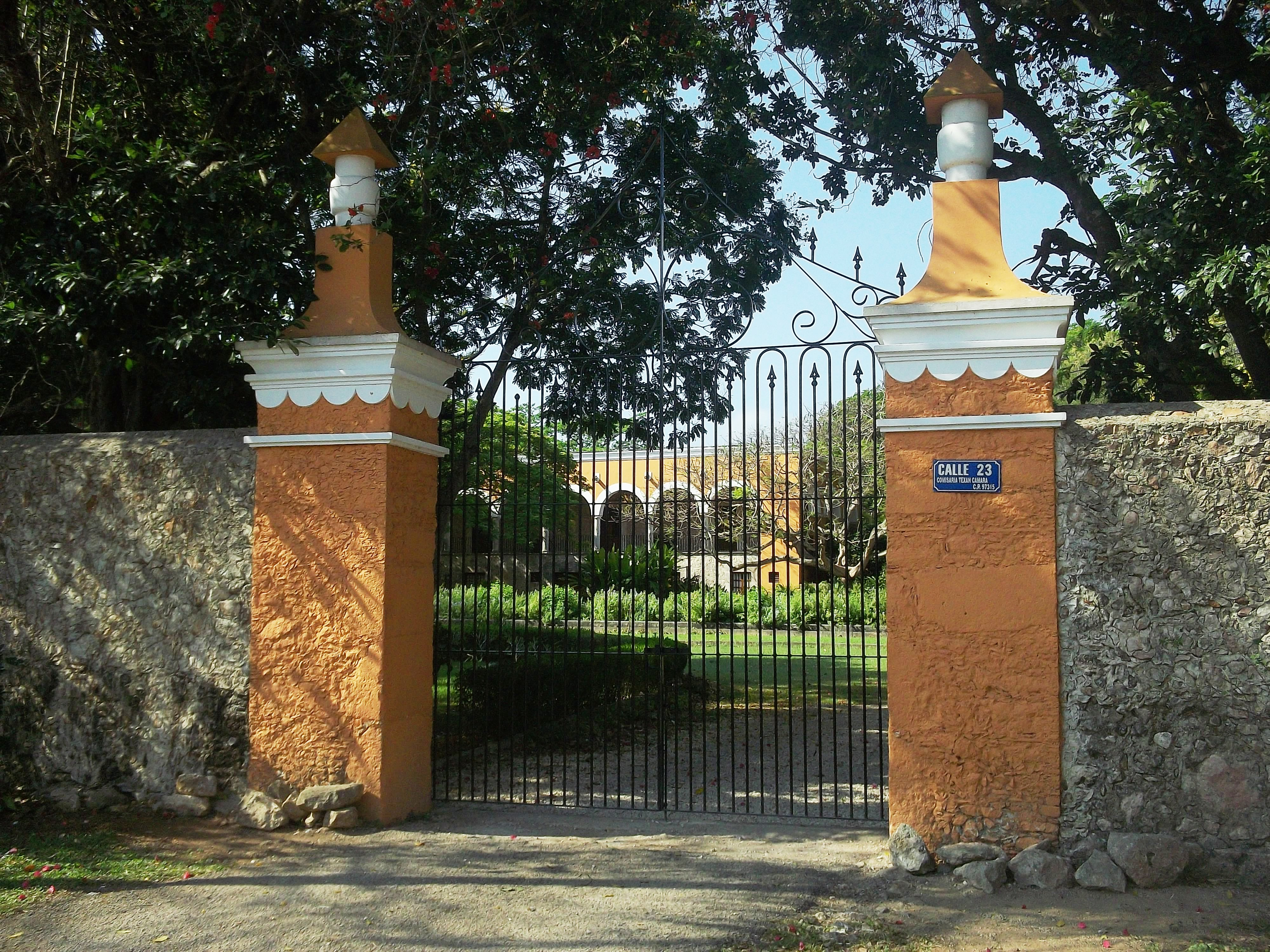
Vista de la hacienda Texán Cámara.
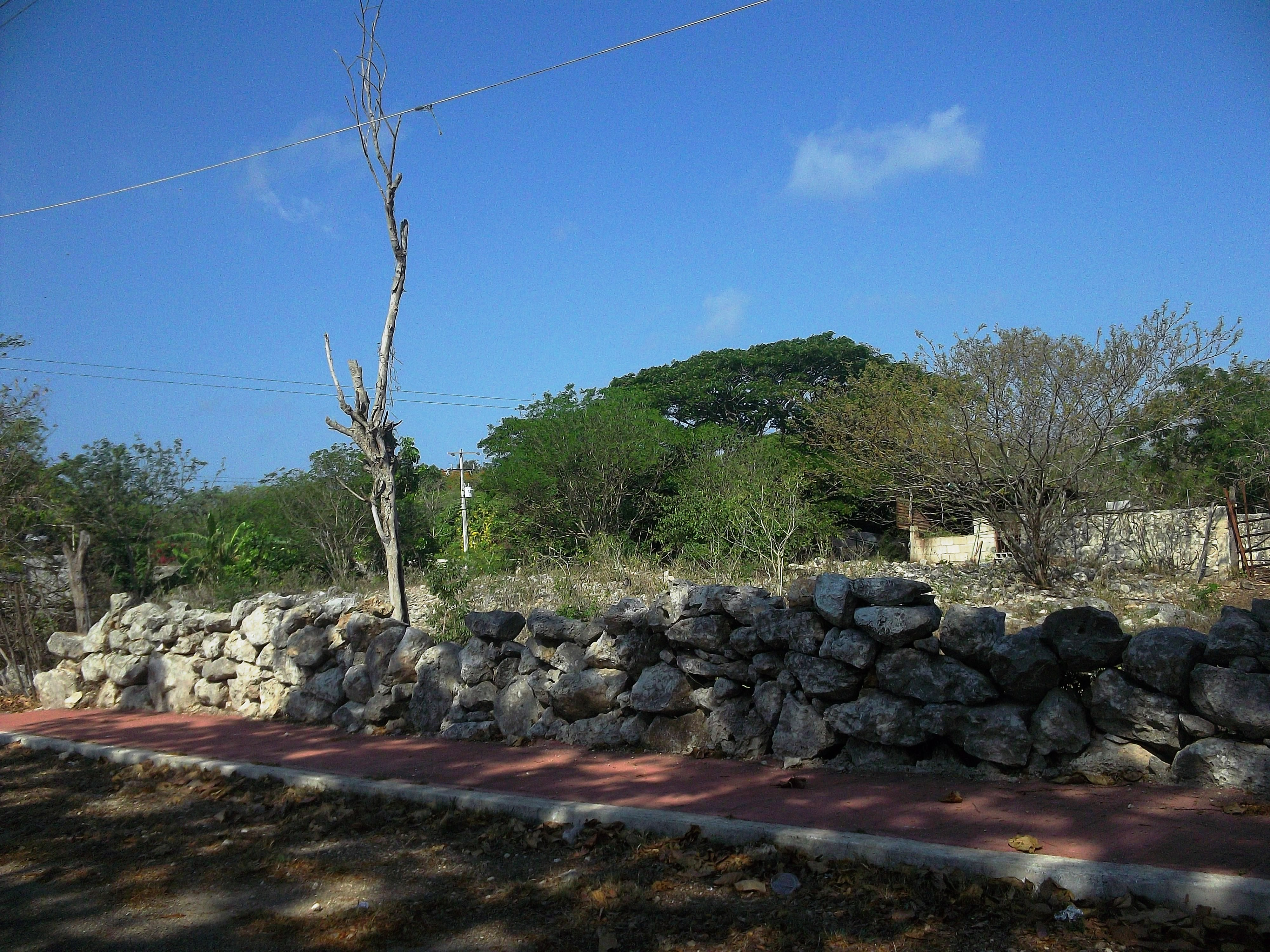
Vista de la hacienda Texán Cámara.
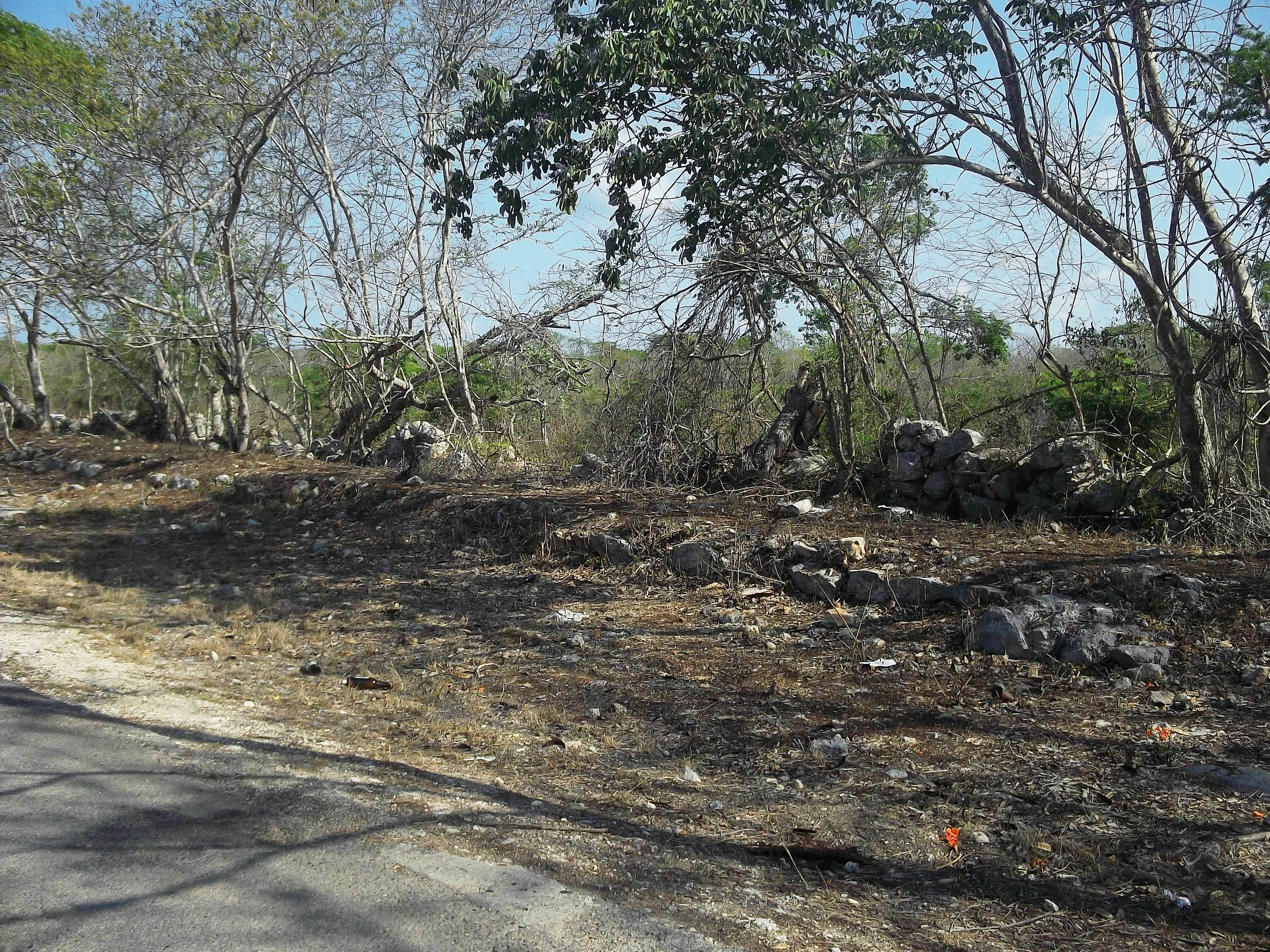
Vista de la hacienda Texán Cámara.
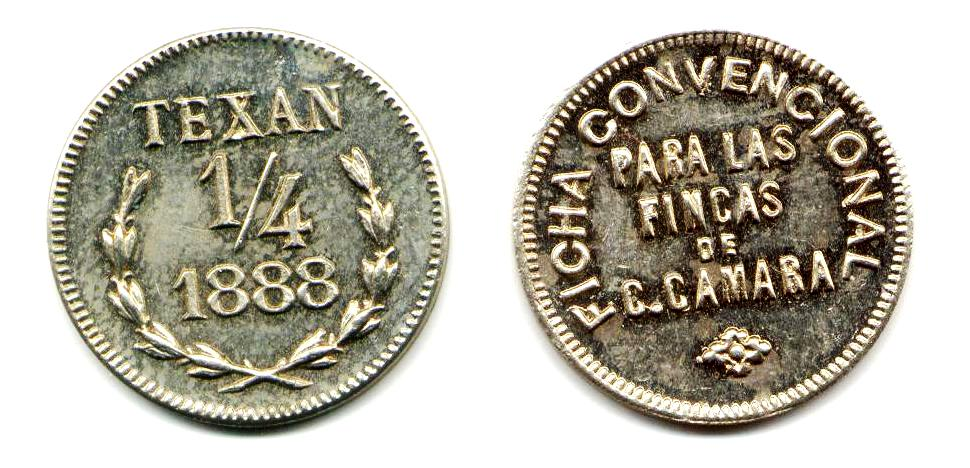
Ficha de pago por 1/4 de real.
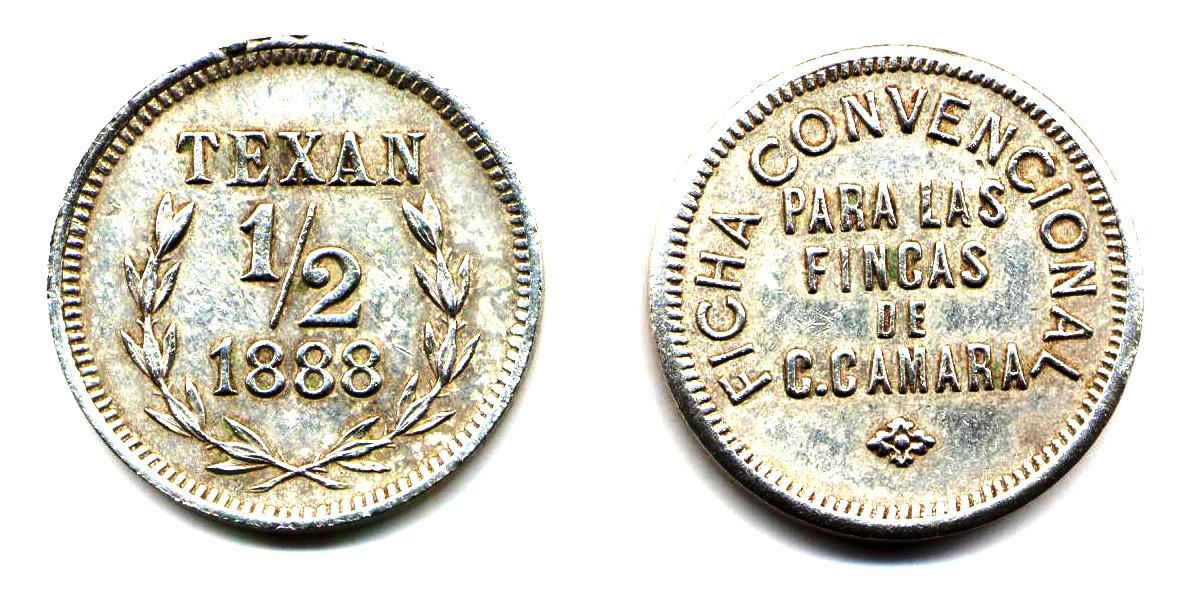
Ficha de pago por 1/2 de real.